# Theil-sur-Vanne
Theil-sur-Vanne korábbi község (település) Franciaországban, Saône-et-Loire megyében. 2016. január 1-jén Chigy és Vareilles községgel egyesült és Les Vallées de la Vanne új község része lett.
Lakosainak száma 468 fő (2018. január 1.). Theil-sur-Vanne Pont-sur-Vanne, Cerisiers és Vaumort községekkel határos.

## Népesség
A település népessége az elmúlt években az alábbi módon változott:
| Lakosok száma | 275  | 242  | 202  | 503  | 542  | 528  | 511  | 1115 | 477  | 468  |
|               | 1962 | 1968 | 1975 | 1990 | 1999 | 2008 | 2013 | 2016 | 2017 | 2018 |